# 157456 Pivatte
157456 Pivatte è un asteroide della fascia principale. Scoperto nel 2004, presenta un'orbita caratterizzata da un semiasse maggiore pari a 2,9071373 UA e da un'eccentricità di 0,0768235, inclinata di 0,99102° rispetto all'eclittica.